# Scutellum (botanique)
Pour les articles homonymes, voir Scutellum.
En botanique, le scutellum est une excroissance, assimilée à un cotylédon modifié, très élargie et en position latérale, de l'embryon des graines, qui se rencontre seulement chez les espèces de plantes de la famille des Poaceae (graminées).

## Fonctions
Le scutellum est un organe de réserve placé entre l'albumen, organe de réserve de la graine et l'embryon avec lequel il est en relation directe par les tissus vasculaires. C'est aussi l'organe de contrôle principal dans la phase de germination du caryopse.
On lui attribue une dizaine de fonctions physiologiques : 
1. contrôle et régulation de la croissance de l'embryon et de la plantule par émission de facteurs trophiques ou hormonaux,
2. organe d'accumulation et source de réserves amylacées, lipidiques et protéiques
3. imbibition et absorption d'eau,
4. synthèse et sécrétion d'enzymes,
5. zone d'échanges glucidiques,
6. transit d'acides aminés et peptides,
7. métabolisme lipidique actif et activité glyoxysomale,
8. métabolisme azoté,
9. métabolisme fermentaire.